# El Bochinche
El Bochinche es una población venezolana, cercana al territorio esequibo venezolano, en el municipio Sifontes, estado Bolívar.

## Características
La mayoría de los habitantes de El Bochinche son de origen indígena o amerindio de la etnia kari’ña. El Bochinche está conectado por carretera a la población de Tumeremo, a aproximadamente 120 km de distancia en dirección oeste. En un futuro cercano, la carretera que conecta a Venezuela con la capital de Guyana partirá de esta localidad.
- Datos: Q5350826